# WIN (テレビ番組)
『WIN』（ウィン）は、1996年4月5日から1997年9月26日まで日本テレビ系列で生放送された日本テレビ製作の情報番組・スポーツニュース番組。

## 概要
月曜から金曜までの帯で編成されていた深夜番組放送枠『TVじゃん!!』の金曜廃枠後の後番組として放送開始。それまでの『TVじゃん!!』金曜のカラーが払拭され、女性向けのカラーが強くなった。
最初の半年間では、小倉淳とリサ・ステッグマイヤーが司会を担当し、関谷亜矢子も後述のスポーツニュースコーナーを担当しながら司会に加わっていた。また、稲垣吾郎（SMAP）もレギュラーメンバーの1人として出演し、坂上みきがナビゲーターを担当していた。その後、小倉とリサは1996年9月をもって降板し、
稲垣が翌月より司会に昇格した。そして、新たにクリス・ペプラーが加わり、以後はこの2人が司会を務めた。同時期より、番組タイトルロゴもカオルコ（新井薫子）筆の『WIN★』に変更された。
この番組は『TVじゃん!!』からは独立した存在だったが、同枠が内包していたスポーツニュースコーナーに関してはそのまま引き継いでいた。このコーナーは、『TVじゃん!!』金曜時代と同様に関谷が担当していた。関谷は、1996年9月までは小倉やリサとともに司会を兼任していたが、稲垣とクリスが司会を務めるようになった同年10月以降は司会から外れてスポーツニュース専任になった。
その後、同時間帯はスポーツニュース枠の『スポーツMAX』とバラエティ枠の『ZZZ』と題して再び週5日間の帯へ移行することが決まったため、番組は『TVじゃん!!』とともに1997年9月放送分をもって終了した。

## 放送時間
時刻はいずれも。『金曜ロードショー』と『NNNきょうの出来事』の放送状況に左右されていたため、30分遅れもしくはそれ以上の遅れで放送されることが多かった。クロスネット局のテレビ大分とテレビ宮崎は『金曜エンタテイメント』が『金曜ロードショー』より放送時間が長かった場合には遅れネットでの放送となっていた。
- 毎週金曜 23:55 - 翌1:15 （1996年4月 - 1997年3月）
- 毎週金曜 23:55 - 翌0:45 （1997年4月 - 1997年9月） - 放送枠が30分縮小。縮小分にて新番組の『U・S』がスタートした。

## 出演者

### 司会（1996年9月まで）
- 小倉淳（当時日本テレビアナウンサー）
- リサ・ステッグマイヤー
- 関谷亜矢子（当時日本テレビアナウンサー） - スポーツキャスターも兼任。

### 司会（1996年10月以降）
- 稲垣吾郎（SMAP）
- クリス・ペプラー

### ナビゲーター
- 坂上みき - 当時、『金曜ロードショー』でもナビゲーターを担当していた。その後も、『TVじゃん!!』およびこの『WIN』が『ZZZ』へ移行するとともにスタートしたミニ番組『i・z』を担当していた。

### スポーツキャスター
- 関谷亜矢子（当時日本テレビアナウンサー） - 1996年9月までは司会兼任、同年10月以降はスポーツキャスター専任。『TVじゃん!!』でもスポーツキャスターを担当していた。

## マスコットキャラクター
この番組には、「WINちゃん」と「とよチュン」というマスコットキャラクターがいた。ともに市販の人形に手を加えた物だったが、後にまずWINちゃんがなんだろうSHOP（日テレ屋の前身）で限定販売され、その後とよチュンと併せて番組仕様で一般販売されていた。WINちゃん発売時には徹夜の行列もできた。他にはクレーンゲームの景品にもなり、マスコットやストラップなど多数のキャラクターグッズが製作・販売された。

### WINちゃん
アヒルの人形のリポーター。世界各国を駆け巡る脳天気なキャラクターでキャッチコピーは「世界を股に掛ける脳天気野郎」。一人称は「私」で口癖は「なんですと!!」。また喋りは基本的に敬語である。彼が出演する時のナレーション及び声は垂木勉が担当（「なんですとツトムくん」名義）。眉と目のパーツをつけ替えることで、笑顔やビックリ顔、寂しげな様子の顔、裏話を暴露する時は不気味な顔になるなど様々な表情を見せることができ、それらはキャラクターグッズのイラストでも採用された。イワヤから発売されていた電動ぬいぐるみ「わんぱくダッキー」に手を加えた物で、眉毛とオリジナルデザインのシャツがつけ加えられている。ぬいぐるみの限定販売の際は「海外で詐欺に遭い多額の借金を背負ってしまったWINちゃんを救うため、彼の兄弟6000体が里親を捜してその引き受け料で返済する」という設定で、購入者には特典として「里親証明書」が発行された。
1997年1月2日に放送された正月恒例の『第73回箱根駅伝』では、番組プロデューサーにレース前に中継車の便乗をすることを交渉したがあっさりと拒否された。それを受けて予め用意しておいた賄賂を差し出すとプロデューサーは態度を一変、見事交渉に成功し、中継1号車の助手席（厳密にはダッシュボード）に乗り込んだ。
1997年3月の番組リニューアル直前回では、死神に騙されて写真の真ん中に入らされ、魂を抜かれてしまった。死に装束を纏って昇天する前に「死んでも死にきれませ〜ん!!」というコメントを残したが、リニューアルと同時に「サイボーグWINちゃん」として復活。以前の記憶のフラッシュバックに苦しみながらもリポーター業を続けていたが、次第に出番が減って設定もウヤムヤになっていった。そして最終回では美しい白鳥の姿に変わり、トレードマークのシャツを脱ぎ捨てて飛び立っていった。番組の終了後も同系列局日曜夕方枠で放送されていた番組『THE独占サンデー』にリポーターとして登場したほか、『中井正広のブラックバラエティ』でもセットの中に置かれていた。出演者の稲垣は、このWINちゃんのことは番組全期間を通してあまり好きではなかったらしく、同志とともに「WINちゃん反対同盟」を旗揚げするほどであった。

### とよチュン
雀の人形のリポーター。WINちゃんより二回りほど小さい。「一見可愛いが心は鬼」というキャッチコピーを持ち、声は豊田順子（当時日本テレビアナウンサー）が担当。キャッチコピーにあるように脳天気なWINちゃんとは対照的にかなり気が強く、WINちゃんを（一方的に）ライバル視しては振り回したりしていた。一人称は「私」で、かなりせっかちな喋り方をする。WINちゃんと同様に、番組の終了後も『THE独占サンデー』にリポーターとして登場したほか『中井正広のブラックバラエティ』でもセットの中に置かれていた。WINちゃんと同じイワヤから発売されていたゼンマイ動力ぬいぐるみ「すずめちゅん」に手を加えた物で、やはり眉毛と服が加えられている。

## 備考
- 番組タイトルの由来は、「絶対に成功させる」という意気込みから。タイトルは当初、『TVじゃん!!』の拡大版なので『スーパーTVじゃん!!』とする案があったが、これに対して『スーパーテレビ情報最前線』のスタッフからクレームが付いたため、改めて『WIN』と名付けられた。
- 1996年9月放送分までの放送形態は、番組本編の実施中にスポーツニュースを挿入するというもので、ともに同じスタジオ内で行っていた。同年10月放送分からはこれを取りやめてスタジオを別々にし、番組の冒頭でスポーツニュースを放送した後に本編に入るという形にした。また、放送後期で採用されたオープニングは、カオルコ作の女性キャラクターがパンツを脱ぎ、ハイタンク式洋式便器に大股開きで座り雑誌を読みながら用を足すという内容のアニメーションだったが、これはスポーツニュースの直前に流すものとしては不適切との判断からか、スポーツニュースの前にはそれとは別の簡易的なオープニングを流し、コーナーの終了後に本来のオープニングを流すという形を取るようにもなった。

## 主題歌
オープニングテーマ
- NOBODY「YOU GOT TO WIN」

エンディングテーマ
- NOBODY「DREAM 〜夢の中で」

## スタッフ
- 構成：山田美保子、栗田悌志、橋本敦司、釜澤安季子、小縣芳仁、タガイちゃん、遠藤みちスケ
- 演出：さとうしゅう
- プロデューサー・演出：村上和彦
- チーフプロデューサー：棚次隆
- 制作協力：いまじん